# Ripley (Maine)
Ripley – miasto w Stanach Zjednoczonych, w stanie Maine, w hrabstwie Somerset.